# Jernskoven
Jernskoven eller oldnordisk Járnviðr er en skov i Jotunheim bestående udelukkende af træer lavet af jern, som beskrives i nordisk mytologi. Ifølge mytologien var det hjemsted for jættekvinden Hyrrokin, der fødte Fenrisulvens børn.
Stednavnet Jernved betegner en utilgængelig skov. Navnet blev bl.a. brugt om det tidligere storre skovområde beliggende mellem Egernførde, Ejderen og Kiel Bugt, der virkede som en slags forlængelse af Danevirke. Det havde således fået navn efter den uvejsomme skov, der i den nordiske mytologi adskilte menneskenes verden, Midgård, fra Udgård, hvor jætterne boede.